# Lacrosse-Weltmeisterschaft 2006
Die Warrior-Lacrosse-Weltmeisterschaft 2006 fand vom 13. bis 22. Juli in Ontario in London, (Kanada) statt. Weltmeister wurde das Team Kanada. Die Meisterschaft wurde zwischen 21 Nationen ausgetragen, was ein neuer Rekord war. Das Finale wurde mit 15:10 von Kanada gegen die USA vor 7735 Zuschauern gewonnen. Spieler des Spiels (MVP) wurde Geoff Snider vom Team Kanada.

## Rundenturnier
In der Gruppenphase (Round Robin) der WM wurden die teilnehmenden Mannschaften in vier verschiedene Divisionen (blau, rot, orange, gelb) je nach Stärke der Mannschaft eingeteilt.

### Blaue Division
In der blauen Division waren die sechs stärksten Lacrossenationen: Australien, England, Nationen der Irokesen (Iroquois Nation), Japan und die USA. Die Ergebnisse waren Folgende:
| Gewinner        | Verlierer       | Endergebnis |
| --------------- | --------------- | ----------- |
| Iroquois Nation | England         | 13:10       |
| USA             | Australien      | 20:8        |
| Kanada          | Japan           | 18:7        |
|                 |                 |             |
| USA             | England         | 25:5        |
| Kanada          | Iroquois Nation | 12:8        |
| Australien      | Japan           | 18:1        |
|                 |                 |             |
| Australien      | England         | 16:3        |
| USA             | Kanada          | 13:12       |
| Iroquois Nation | Japan           | 13:11       |
|                 |                 |             |
| England         | Japan           | 9:8         |
| USA             | Iroquois Nation | 21:13       |
| Kanada          | Australien      | 12:9        |
|                 |                 |             |
| USA             | Japan           | 21:2        |
| Iroquois Nation | Australien      | 12:10       |
| Kanada          | England         | 17:9        |

Die Tabelle der blauen Division nach der Gruppenphase stand wie folgt:
1. USA
2. Kanada
3. Iroquois Nation
4. Australien
5. England
6. Japan

### Rote Division
Die rote Division bestand aus den nächsten fünf stärksten Lacrossenationen: Hong Kong, Irland, Italien, Schottland und Wales. Die Ergebnisse waren folgende:
| Gewinner   | Verlierer  | Endergebnis |
| ---------- | ---------- | ----------- |
| Irland     | Hong Kong  | 19:4        |
| Schottland | Italien    | 13:12       |
|            |            |             |
| Irland     | Italien    | 15:8        |
| Wales      | Hong Kong  | 14:0        |
|            |            |             |
| Italien    | Hong Kong  | 20:0        |
| Schottland | Wales      | 7:3         |
|            |            |             |
| Italien    | Wales      | 20:7        |
| Irland     | Schottland | 16:9        |
|            |            |             |
| Irland     | Wales      | 12:4        |
| Schottland | Hong Kong  | 21:3        |

Die Tabelle der roten Division nach der Gruppenphase stand wie folgt:
1. Irland
2. Schottland
3. Italien
4. Wales
5. Hong Kong.

### Orange Division
Die fünf Nationen der orangen Division waren: Tschechische Republik, Deutschland, Niederlande, Neuseeland und Südkorea. Die Ergebnisse waren Folgende:
| Gewinner              | Verlierer             | Endergebnis |
| --------------------- | --------------------- | ----------- |
| Niederlande           | Südkorea              | 12:4        |
| Deutschland           | Neuseeland            | 18:3        |
|                       |                       |             |
| Deutschland           | Südkorea              | 18:4        |
| Tschechische Republik | Neuseeland            | 23:4        |
|                       |                       |             |
| Deutschland           | Niederlande           | 15:9        |
| Tschechische Republik | Südkorea              | 20:2        |
|                       |                       |             |
| Niederlande           | Neuseeland            | 15:4        |
| Deutschland           | Tschechische Republik | 12:5        |
|                       |                       |             |
| Tschechische Republik | Niederlande           | 19:9        |
| Südkorea              | Neuseeland            | 8:7         |

Die Tabelle der orangen Division nach der Gruppenphase stand wie folgt:
1. Deutschland
2. Tschechische Republik
3. Niederlande
4. Südkorea
5. Neuseeland.

### Gelbe Division
In der gelben Division waren Bermuda, Dänemark, Finnland, Lettland and Spanien. Die Ergebnisse waren Folgende:
| Gewinner | Verlierer | Endergebnis |
| -------- | --------- | ----------- |
| Finnland | Spanien   | 16:11       |
| Dänemark | Bermuda   | 10:6        |
|          |           |             |
| Finnland | Lettland  | 9:3         |
| Dänemark | Spanien   | 15:11       |
|          |           |             |
| Lettland | Spanien   | 11:9        |
| Finnland | Bermuda   | 16:3        |
|          |           |             |
| Lettland | Dänemark  | 7:3         |
| Spanien  | Bermuda   | 13:9        |
|          |           |             |
| Finnland | Dänemark  | 14:4        |
| Lettland | Bermuda   | 9:3         |

Die Tabelle der orangen Division nach der Gruppenphase stand wie folgt:
1. Finnland
2. Lettland
3. Dänemark
4. Spanien
5. Bermuda.

## Finals
Je nachdem, wie die jeweilige Nation in ihrer Division gespielt hatte, spielte sie nach der Gruppenphase um den finalen Weltranglistenplatz. Der Gewinner der niedrigeren Divisionen spielten gegen schlechtplatzierte Mannschaften aus der blauen Division um die letztendliche Position der Weltmeisterschaft.
Die Ergebnisse waren folgende:
| Gewinner              | Verlierer             | Endergebnis             |
| --------------------- | --------------------- | ----------------------- |
| Niederlande           | Lettland              | 10:4                    |
| Wales                 | Spanien               | 17:9                    |
| Australien            | Irland                | 21:5                    |
| Iroquois Nation       | Deutschland           | 14:6                    |
| Dänemark              | Südkorea              | 10:9                    |
| Italien               | Tschechische Republik | 14:7                    |
| Kanada                | Finnland              | 27:2                    |
|                       |                       |                         |
| Neuseeland            | Bermuda               | 19:6                    |
| Italien               | Schottland            | 10:7                    |
| Hong Kong             | Spanien               | 12:8                    |
| Lettland              | Dänemark              | 5:3                     |
| England               | Deutschland           | 19:4                    |
| Japan                 | Irland                | 11:9                    |
| Finnland              | Niederlande           | 10:8                    |
| Wales                 | Tschechische Republik | 9:8                     |
| USA                   | Australien            | 13:10 (Halbfinale)      |
| Kanada                | Iroquois Nation       | 16:6 (Halbfinale)       |
|                       |                       |                         |
| Spanien               | Südkorea              | 17:14                   |
| Neuseeland            | Hong Kong             | 9:6                     |
| Schottland            | Niederlande           | 15:3                    |
| Wales                 | Lettland              | 18:2                    |
| Tschechische Republik | Dänemark              | 18:1                    |
|                       |                       |                         |
| Finnland              | Italien               | 10:9                    |
| Irland                | Deutschland           | 13:5                    |
| England               | Japan                 | 12:7                    |
| Australien            | Iroquois Nation       | 21:8 (Spiel um Platz 3) |
| Kanada                | USA                   | 15:10 (Finale)          |
|                       |                       |                         |

Die einzelnen Positionen sind also folgende:
1. Kanada
2. USA
3. Australien
4. Iroquois Nation
5. England
6. Japan
7. Irland
8. Deutschland
9. Finnland
10. Italien
11. Schottland
12. Niederlande
13. Wales
14. Lettland
15. Tschechische Republik
16. Dänemark
17. Spanien
18. Südkorea
19. Neuseeland
20. Hong Kong
21. Bermuda.

## Auszeichnungen

### „Weltmannschaft“
Die Federation of International Lacrosse nominierte die besten Spieler des Turniers in das so genannte All-World Team. Außerdem vergab sie vier anderer Auszeichnungen.

#### Torwart
- Chris Sanderson (Kanada)

#### Verteidigung
- John Gagliardi (USA)
- Brodie Merrill (Kanada)
- John Tokarua (Australien)

#### Mittelfeld
- Brett Bucktooth (Iroquois Nation)
- Jay Jalbert (USA)
- Geoff Snider (Kanada)

#### Angriff
- John Grant (Kanada)
- Michael Powell (USA)
- Jeff Zywicki (Kanada)

### Beste Positionsspieler
- Angriff: Jeff Zywicki (Kanada)
- Mittelfeld: Jay Jalbert (USA)
- Verteidigung: Brodie Merrill (Kanada)

### Bester Spieler des Turniers
- Geoff Snider (Kanada)